# Доленя Требуша
Доленя Требуша (словен. Dolenja Trebuša) — розпорошене поселення в общині Толмин, Регіон Горишка, Словенія. Висота над рівнем моря: 189 м. Розташоване в долині річки Ідрійца в оточенні гірських плато.